# Gunsmoke
Gunsmoke è una serie televisiva statunitense di genere western trasmessa dall'emittente CBS per 20 stagioni, dal 1955 al 1975. In Italia è stata trasmessa per la prima volta sul Primo Canale a partire dal 12 ottobre 1964 con il titolo "Lo sceriffo di Dodge City". È la terza serie televisiva statunitense più longeva di sempre, superata solo da Law & Order - Unità vittime speciali (1999-oggi, 25 stagioni) e Law & Order - I due volti della giustizia (1990-2010; 2022-oggi, 22 stagioni).

## Trama
Ambientata attorno al 1873, narra le vicende di Matt Dillon, sceriffo di Dodge City, impersonato da James Arness (dopo un rifiuto di John Wayne, che presenta tuttavia l'episodio pilota); assieme ad Arness, fanno parte del cast Amanda Blake nel ruolo della proprietaria del saloon Long Branch (molte nomination per lei ai Golden Globe); Milburn Stone è Doc Adams, Dennis Weaver è Chester, l'aiuto sceriffo (fino al 1964), sostituito in seguito da Ken Curtis; Burt Reynolds è il mezzosangue Quint.

## Personaggi e interpreti
- Matt Dillon (635 episodi, stagioni 1-20), interpretato da James Arness, doppiato da Mario Silvestri.
- Doc (604 episodi, stagioni 1-20), interpretato da Milburn Stone, doppiato da Paolo Marchese.
- Kitty (568 episodi, stagioni 1-19), interpretata da Amanda Blake, doppiata da Anna Melato.
- Festus (304 episodi, stagioni 5-20), interpretato da Ken Curtis, doppiato da Alex Poli.
- Chester (290 episodi, stagioni 1-8), interpretato da Dennis Weaver, doppiato da Renato Cominetti.
- Sam (236 episodi, stagioni 7-18), interpretato da Glenn Strange, doppiato da Enrico Maggi.
- Burke (131 episodi, stagioni 7-20), interpretato da Ted Jordan, doppiato da Andrea Albano.

### Guest-stars
Moltissime le guest stars che hanno partecipato (anche molte volte ciascuno) alla serie:Willie Aames, Jack Albertson, Richard Anderson, Jean Arthur, John Astin, Edward Asner, Lew Ayres, John Drew Barrymore, Ed Begley, Ralph Bellamy, James Best, Dan Blocker, Randy Boone, Bruce Boxleitner, Eric Braeden, Peter Breck, Beau Bridges, Morgan Brittany, Charles Bronson, James Brown, Joyce Bulifant, Gary Busey, Sebastian Cabot, Frank Cady, Harry Carey, Jr., John Carradine, Conlan Carter, Jack Cassidy, Lee J. Cobb, Don Collier, Chuck Connors, Mike Connors, Robert Culp, Royal Dano, Kim Darby, Bette Davis, Jim Davis, Bruce Dern, William Devane, Angie Dickinson, James Doohan, Richard Dreyfuss, Buddy Ebsen, Barbara Eden, Jack Elam, Sam Elliott, Harrison Ford, Jodie Foster, Anne Francis, Bert Freed, Victor French, Beverly Garland, James Gavin, Melissa Gilbert, Harold Gould, James Gregory, Katherine Helmond, Earl Holliman, Bo Hopkins, Marsha Hunt, Josephine Hutchinson, Dennis Hopper, John Ireland, Richard Jaeckel, Ben Johnson, L.Q. Jones, Robert Karnes, Don Keefer, DeForest Kelley, Adam Kennedy, George Kennedy, Richard Kiley, Jack Klugman, Ted Knight, Diane Ladd, Martin Landau, Rose Marie, Vera Miles, John Mitchum, Ricardo Montalban, Erin Moran, Leslie Nielsen, Leonard Nimoy, Nick Nolte, Slim Pickens, Suzanne Pleshette, Judson Pratt, Andrew Prine, Denver Pyle, Dack Rambo, Ruth Roman, Katharine Ross, Albert Salmi, John Saxon, William Shatner, Tom Simcox, Robert F. Simon, Tom Skerritt, Jeremy Slate, David Soul, Aaron Spelling, Loretta Swit, Harry Dean Stanton, Gloria Talbott, Russ Tamblyn, Vic Tayback, Dub Taylor, Daniel J. Travanti, Forrest Tucker, Cicely Tyson, Lee Van Cleef, Joyce Van Patten, Robert Vaughn, Gary Vinson, Jon Voight, Lesley Ann Warren, David Wayne, Adam West, James Whitmore, Robert J. Wilke, Chill Wills, William Windom, Ian Wolfe e Dana Wynter.
Contrariamente ad altre serie, non ci sono attori bambini nel cast principale, anche se numerosi sono coloro che vi hanno partecipato come guest stars, inclusi Tommy Kirk, Gordon Gebert, Richard Eyer, Ricky Kelman, Kurt Russell, Butch Patrick, Pat Cardi, Robert Crawford Jr., Stefan Arngrim, Eddie Hodges, Johnny Whitaker, Stephen Liss, Bobby Riha, Manuel Padilla Jr., Christopher Knight, Jimmy Bracken, Michael-James Wixted, Ron Howard, Mitch Vogel, Josh Albee, Ike Eisenmann, Leif Garrett, Clay O'Brien e Todd Lookinland.

## Produzione
Addirittura concepita sul finire degli anni quaranta, esordì come trasmissione radiofonica nel 1952, per poi passare, sull'onda del successo, sul piccolo schermo: alla radio, la voce dello sceriffo protagonista era quella baritonale di William Conrad, in seguito attore celebre nella serie tv Cannon (1971-1976)

### Registi
Con 96 episodi diretti tra il 1956 e il 1965 Andrew V. McLaglen è il regista più prolifico della serie: diressero episodi, tra gli altri, anche Harry Harris (64 regie), Ted Post (55), Alf Kjellin, Sam Peckinpah.
- Andrew V. McLaglen in 96 episodi (stagioni 2-10)
- Harry Harris in 65 episodi (stagioni 7-11)
- Ted Post in 56 episodi (stagioni 2-8)
- Bernard McEveety in 52 episodi (stagioni 12-20)
- Vincent McEveety in 45 episodi (stagioni 11-20)
- Gunnar Hellström in 33 episodi (stagioni 13-20)
- Charles Marquis Warren in 26 episodi (stagione 1)
- Robert Totten in 25 episodi (stagioni 12-16)
- Jesse Hibbs in 20 episodi (stagioni 4-6)
- Richard Whorf in 18 episodi (stagioni 3-6)
- John Rich in 14 episodi (stagioni 3-14)
- Irving J. Moore in 14 episodi (stagioni 12-19)
- Philip Leacock in 12 episodi (stagioni 15-17)
- Mark Rydell in 10 episodi (stagioni 10-11)
- Marc Daniels in 10 episodi (stagioni 11-12)
- Arthur Hiller in 9 episodi (stagione 5)
- Joseph Sargent in 8 episodi (stagioni 8-10)
- Robert Stevenson in 6 episodi (stagione 1)
- Buzz Kulik in 5 episodi (stagioni 3-4)
- Allen Reisner in 5 episodi (stagioni11-12)
- Herb Wallerstein in 5 episodi (stagione 17)
- Victor French in 5 episodi (stagione 20)
- Christian Nyby in 4 episodi (stagioni 2-9)
- William D. Russell in 4 episodi (stagione 2)
- Dennis Weaver in 4 episodi (stagione 6)
- Jerry Hopper in 4 episodi (stagione 9)
- Michael O'Herlihy in 4 episodi (stagioni 10-19)
- Richard C. Sarafian in 4 episodi (stagioni 11-13)
- Paul Stanley in 4 episodi (stagione 17)
- Alf Kjellin in 4 episodi (stagione18)

## Distribuzione
Dal 1955 al 1961 le puntate sono di mezzora l'una, dall'anno successivo passano a un'ora; dal 1966 la serie diviene a colori. In Italia 16 episodi della serie sono stati trasmessi su Italia 1 anche con i titoli di Storie del vecchio West e Lo sceriffo di Dodge City.

## Episodi
| Stagione                 | Episodi | Prima TV USA | Prima TV Italia |
| ------------------------ | ------- | ------------ | --------------- |
| Prima stagione           | 39      | 1955-1956    |                 |
| Seconda stagione         | 39      | 1956-1957    |                 |
| Terza stagione           | 39      | 1957-1958    |                 |
| Quarta stagione          | 39      | 1958-1959    |                 |
| Quinta stagione          | 39      | 1959-1960    |                 |
| Sesta stagione           | 38      | 1960-1961    |                 |
| Settima stagione         | 34      | 1961-1962    |                 |
| Ottava stagione          | 38      | 1962-1963    |                 |
| Nona stagione            | 36      | 1963-1964    |                 |
| Decima stagione          | 36      | 1964-1965    |                 |
| Undicesima stagione      | 32      | 1965-1966    |                 |
| Dodicesima stagione      | 29      | 1966-1967    |                 |
| Tredicesima stagione     | 25      | 1967-1968    |                 |
| Quattordicesima stagione | 26      | 1968-1969    |                 |
| Quindicesima stagione    | 26      | 1969-1970    |                 |
| Sedicesima stagione      | 24      | 1970-1971    |                 |
| Diciassettesima stagione | 24      | 1971-1972    |                 |
| Diciottesima stagione    | 24      | 1972-1973    |                 |
| Diciannovesima stagione  | 24      | 1973-1974    |                 |
| Ventesima stagione       | 24      | 1974-1975    |                 |

## Film per la televisione
Ai 635 episodi della serie fecero seguito 5 film tv (l'ultimo nel 1994). Dopo la chiusura, Arness passò ad impersonare Zeb Macahan in un'altra serie western di successo, Alla conquista del West.